# Били Пајпер
Били Пол Пајпер (енгл. Billie Paul Piper), рођена као Лејан Дејв Пајпер (енгл. Leian Dave Piper; 22. септембар 1982) британска је певачица и глумица.
Са 15 година потписала је музички уговор и издала свој први сингл Because We Want To који је доспео на прво место листе синглова у Уједињеном краљевству, чиме је Пајперова постала најмлађи извођач чији је деби дошао на врх листе.
Убрзо је уследио њен први албум Honey to the B, а други албум Walk of Life издала је 2000. године. Три године након тога, одлучила је да се повуче из музичке индустрије и фокусира на глумачку каријеру.
Са прелазом у глумачке воде кренула је од 2004. године. Најпознатија је по улози Роуз Тајлер, Докторове сапутнице у научнофантастичној серији Доктор Ху у којој се редовно појављивала у прва два серијала. Од 2007. године до 2011. године играла је Бел де Жур у серији Secret Diary of a Call Girl.